# Solenopsis solenopsidis
Solenopsis solenopsidis é uma espécie de insecto da família Formicidae.
É endémica da Argentina.